# 5-й Лучевой просек
5-й Лучево́й про́сек (с 1840 года до 1927 года — 5-й Соко́льничий Лучево́й про́сек) — просека в Восточном административном округе города Москвы на территории района Сокольники.

## История
Просек получил современное название в 1927 году, до этого с момента образования в 1840 году носил название 5-й Сокольничий Лучевой просек. И современное, и историческое названия даны по радиальному (как луч) положению просека относительно Сокольнического круга.

## Расположение
5-й Лучевой просек проходит по территории парка «Сокольники» на север от проезда Сокольнического Круга, пересекает Митьковский проезд и Поперечный просек, далее с востока к просеку примыкает Ляминский проезд, просек проходит далее до Путяевских прудов, поворачивает на северо-восток (Пятый и Шестой Путяевские пруды расположены северо-западнее этого участка просека) и проходит до Ростокинского проезда. Нумерация домов начинается от проезда Сокольнического Круга.

## Примечательные здания и сооружения
По чётной стороне:
- № 14 — усадьба П. В. Цигеля (1915—1917, архитектор С. Я. Айзикович). В 1930-х — 1953 годах являлась дачей Л. П. Берии.

## Транспорт

### Наземный транспорт
По 5-му Лучевому просеку не проходят маршруты наземного общественного транспорта. У середины просека, на Поперечном просеке, расположена остановка «5-й Лучевой просек» автобуса № 140, у северного конца — остановка «Институт иностранных языков» трамвая № 11, 25.

### Метро
- Станции метро «Сокольники» Сокольнической линии и «Сокольники» Большой кольцевой линии (соединены переходом) — южнее просека, на Сокольнической площади
- Станция метро «Алексеевская» Калужско-Рижской линии
- Станция метро «ВДНХ» Калужско-Рижской линии

### Железнодорожный транспорт
- Платформа Маленковская Ярославского направления Московской железной дороги — в конце просека.
- Платформа Москва-3 Ярославского направления Московской железной дороги